# Orgoglio e pregiudizio (miniserie televisiva 1957)
Orgoglio e pregiudizio è uno sceneggiato televisivo prodotto dalla Rai nel 1957. Fu trasmesso in cinque puntate dall'allora Programma Nazionale (oggi Rai Uno), dal 21 settembre al 19 ottobre di quell'anno.

## Produzione
Lo sceneggiato era tratto dal romanzo omonimo di Jane Austen, adattato per il piccolo schermo da Edoardo Anton, autore della sceneggiatura, e diretto da Daniele D'Anza, che al tempo era insieme ad Anton Giulio Majano uno dei principali registi di questo genere di fiction televisiva.
In virtù della partecipazione di numerosi attori affermati di formazione teatrale, il lavoro fu favorevolmente accolto anche dalla critica. Nello sfarzo spettacolare in termini di scenografie e costumi in grado di restituire a pieno l'ambientazione britannica di inizio XIX secolo, la sceneggiatura prevedeva anche l'impiego di due ballerini solisti, Antonietta Nicoli e Aldo Scardovi, per un numero di balletto su coreografie di Gian Maria Ciampaglia.

## Trama
Come nel romanzo originale, anche nello sceneggiato è la campagna inglese a fare da sfondo alle vicende della famiglia Bennet, di estrazione sociale modesta, e in primo luogo della secondogenita Elizabeth.

## Accoglienza
A parere dell'Enciclopedia della televisione curata da Aldo Grasso (Garzanti, 2008), lo sceneggiato, pur smarrendo la vivacità e l'arguta finezza delle pagine dell'autrice, mantiene, almeno nella sostanza, un buon impianto narrativo.

## Cast
Lo sceneggiato era interpretato nei ruoli principali dall'attore Franco Volpi (nel ruolo di Darcy) e Virna Lisi (Elizabeth) - all'epoca ventunenne - che con quest'opera ebbe la sua prima grande notorietà in campo nazionale.
Altri interpreti erano:
- Vira Silenti: Jane Bennet
- Matteo Spinola: Charles Bingley
- Luisella Boni: Lydia Bennet
- Elsa Merlini: signora Bennet
- Sergio Tofano: signor Bennet
- Margherita Bagni: lady Katherine de Bourgh
- Daniela Calvino: Mary Bennet
- Franca Dominici: zia Gardiner
- Tullio Altamura: zio Gardiner
- Maresa Gallo: Giorgiana Darcy
- Laura Nucci: lady Lucas
- Carlo Lombardi: sir Lucas
- Elio Pandolfi: William Collins
- Enrico Maria Salerno: tenente Wickham
- Mario Pisu: colonnello Fitzwilliam
- Rina Franchetti: insegnante
- Irene Aloisi: Carol
- Aurora Trampus: Charlotte Lucas
- Gianni Partanna: tenente Miller
- Massimo Pietrobon: capitano Carter
- Edda Soligo: signora Hill
- Luca Pasco: colonnello Foster e primo giocatore
- Piero De Santis: domestico e secondo giocatore
- Benedetta Valabrega: Anny
- Gino Ravazzini: Teddy e stalliere
- Alberto Carloni: commesso
- Anna Maria Trombello: cameriera
- Maria Donati: cameriera
- Armando Furlai: maggiordomo
- Gabriella Armeni: prima contadina
- Adriana Sassi: seconda contadina